# Хойники (Великопольське воєводство)
Хойники (пол. Chojniki, нім. Kunik) — село в Польщі, у гміні Новий Томишль Новотомиського повіту Великопольського воєводства.
Населення — 128 осіб (2011).
У 1975-1998 роках село належало до Познанського воєводства.

## Демографія
Демографічна структура станом на 31 березня 2011 року:
|          | Загалом | Допрацездатний вік | Працездатний вік | Постпрацездатний вік |
| -------- | ------- | ------------------ | ---------------- | -------------------- |
| Чоловіки | 64      | 14                 | 44               | 6                    |
| Жінки    | 64      | 14                 | 33               | 17                   |
| Разом    | 128     | 28                 | 77               | 23                   |